# 契丹の高麗侵攻
契丹の高麗侵攻（きったんのこうらいしんこう）は、当時中国大陸の北部を支配していた契丹（遼）による5度にわたり行われた、今の朝鮮半島にあった高麗王朝への侵攻である。

## 概要
993年、契丹は鴨緑江以南の高句麗の故地を獲得するためにはじめて高麗に進攻した。994年、高麗は使を遣わして契丹に赴き、契丹の正朔（契丹の統治に服従する）をおこなうことを告げた。その後、顕宗元年（1010年）に至る時期に、高麗は契丹に方物を献じ、契丹語を習い、婚を請い、幣を納め、冊封を乞い、生辰を賀するなどの修好をおこなった。『高麗史』は、この時代の歴史記述において、契丹皇帝を「契丹主」と記している。

## 第一次侵攻

### 背景
満洲では926年に契丹が渤海を滅ぼした。それまで契丹から高麗に派遣された友好を求める使節に応えるなど和親策を採っていたが、高麗が渤海の世子大光顕の亡命を受け容れたことにより契丹と高麗の国交は途絶、942年に契丹から派遣された使臣を島に流し、贈られた駱駝50頭を飢え死にさせた。960年に宋が建国されると、高麗は使節を派遣して国交を結んだ。このことは宋と敵対する遼（契丹）にとって高麗侵攻の動機となった。宋への進出を計画していた遼は鴨緑江下流に城を築き定安国と宋の交通を分断した。続いて993年、遼は高麗への武力侵攻を開始した、これが遼の第一次侵攻である。

### 侵攻の経過
高麗朝廷は尹庶顔を派遣して防衛に当たらせたが失敗し、東京留守蕭恒徳率いる軍は圧倒的な武力で清川江以北を制圧した。高麗朝廷は遼軍の侵攻に対応して、朴良柔を上軍使、徐煕を中軍使、崔亮を下軍使にそれぞれ任命し、三軍を編成して迎撃に向かわせた。現在の安州市に本拠を置いた高麗軍は清川江の北岸に軍を配置して遼軍に備えた。南進する遼軍は清川江で高麗軍の激しい抵抗に遭い黄海道の鳳山城を占領した。
高麗朝廷は、使者の朴良柔を遣わした。訪れた使者に対して蕭恒徳は西京（平壌）以北の割譲と、黄州から慈悲嶺を国境にすることを要求した。報告を聞いた高麗朝廷では臣下たちの意見が分かれたが、最終的に成宗は中軍使の徐煕を派遣して和議を申し込んだ。
高麗は遼に対して罪を請い、「朝貢」、「遼の年号使用」、「宋との断交」、「高麗は遼へ捕虜を返還する(遼は高麗の捕虜を返還しない)」、などの比較的緩い条件で和議を成立させ、「江東6州」の権利を下賜された。
成宗は自ら礼成江まで徐煕を迎えに行き、労をねぎらった。翌994年、徐煕率いる高麗軍は女真族を平定した。高麗は「江東6州」に城塞を築き、国境線を鴨緑江まで広げた。

## 第二次侵攻

### 背景
第一次侵攻後の両国関係は改善され、遼から高麗への捕虜や奴隷の返還が認められ、また遼皇室から高麗王室への降嫁や、高麗から遼への子女の留学があり、995年・996年・998年・1003年・1006年には高麗が入貢するなど平穏を保っていた。しかし、高麗は宋との関係を継続しており、何より 1009年、高麗では政変が起こり、臣下の康兆が第七代国王の穆宗を弑逆し顕宗を王に就けた（康兆の政変）ため 内部が混乱した状況だった。 これを名分に「不義を正す」と称して「義軍天兵」と号する40万の遼軍を率いて聖宗は高麗へ親征した。高麗は使を遣わして和を請うたが果さず、聖宗は1010年12月に郭州を攻陥した。

### 侵攻の経過
1010年11月、聖宗率いる40万の遼軍は高麗へ侵攻を開始した。
高麗朝廷は康兆を行営都統使（総指揮官）、楊規を前線指揮官、崔士威を統軍使にそれぞれ任命し、30万の軍勢で 一次衝突により新たに確保した地域である江東6州に属する 通州（平安北道宣川郡）に防衛ラインを敷いた。楊規率いる興化鎮の守備隊は遼軍の連続的な猛攻に耐え抜いたため、聖宗は20万の軍勢で興化鎮を包囲したまま残兵20万を以て南進した。康兆は通州城で何度も遼軍を破ったものの、結局は遼軍に大敗を喫して3万人を超える高麗兵が死傷、また多くの兵が捕虜になり康兆も捕殺された。銅、霍、貴、寧州の陥落と康兆の敗北を知った高麗朝廷では講和を求める声も挙がったが、姜邯賛が王と中央政府を一時的に南へ退避させ、軍を再編成して戦えば必ず勝利すると述べ、国王以下大臣達は姜邯賛に同意した。1011年12月28日、高麗首脳は南岸の羅州に退避、遼軍は主要都市である西京(平壌)占領には失敗するが 1011年1月1日には開京を占領した。しかし、江東6州の城を占領できず内陸に無理に進軍したことが問題となって敗残兵を糾合した楊規が持続的な後方を攻撃して大きな被害を受け、この過程で以前の戦闘で捕らえた多数の捕虜が高麗軍に復帰する。楊規は700人の兵士を率いて通州に移動し、1000人余りの兵士を募集して夜遅く郭州に潜入し、郭州城内の遼軍6000人を全員を殺した後、城内の男女7000人余りを通州に移した。楊規と金淑興率いる高麗軍は遼軍に亀州で待ち伏せ攻撃（伏兵）を仕掛けて一万人余を殺し、楊規率いる軍勢は数日間にわたって追い撃ちを仕掛けて7000人余を殺して、捕虜5000人を奪還した。敗北に激怒した聖宗は大軍を以て亀州に侵攻した。10日間の激戦の末、楊規と金淑興は戦死したが、高麗軍は遼軍を大破して捕虜3万を取り返した。敗退した遼軍は鴨緑江を退却していたが、ここで興化鎮を守備していた鄭成率いる高麗軍の猛攻に遭い遼軍の大半が溺れ死んだ。そこに 開京占領から10日後の1011年1月11日に顕宗が臣下と称して和を請うたため、遼軍は第一次侵攻後に定められた項目に加え、毎年の朝貢と顕宗の入朝と六州の返還を課し撤退した、その際に開京は遼軍により焼かれた。その後高麗軍は撤退する遼軍を奇襲して大きな被害を与える。
撤退する遼軍は降り続く大雨のために難渋し、北部諸州の諸城も遼軍が還ると再び叛いた。

## 第三~四次侵攻

### 背景
第二次侵攻の撤兵に際して、六州の返還と顕宗の入朝が課されていたが、顕宗は病を理由に入朝しなかった。1015年、遼は江東6州の返還と顕宗の入朝を要求したが、高麗は不履行の挙句に使者を人質として拘禁。1014年には宋と国交を回復し遼と断交した。

### 侵攻の経過
1014年10月、蕭敵烈率いる遼軍が興化鎮を攻めたが高麗の守備軍の反撃を受け、兵力の大半を失って退却した。
1015年には保州に城塞を築き、江東6州奪還の拠点とした。1016年、蕭世良等の遼軍と郭州で交戦、高麗軍は大敗を喫した。
1017年10月、蕭敵烈率いる遼軍が高麗軍の篭る興化鎮を攻めたが敗北、退却することになる。守将の鄭神勇は城を守り通して戦死した。

## 第五次侵攻

### 背景
第四次侵攻以降も遼は顕宗の入朝と江東6州の返還を要求し続け、1018年に聖宗は蕭排押に命じて高麗に侵攻させた。

### 侵攻の経過
排押は東平郡と東京留守の軍を率いて侵攻した。顕宗は姜邯賛を上元帥、姜明瞻を副元帥に、朴従倹と柳珍を判官にそれぞれ任命し、20万名の兵士を動員して防衛に当たらせた。姜邯賛は安州（平安南道の西北端）に進軍し遼軍の情報を詳細に把握することに力を尽くした。
排押は、短期決戦を企図して兵力の一部を国境近くの興化鎮の攻撃に割き、自身は主力を率いて首都開京の攻撃に向かった。
姜邯賛は別働隊が興化鎮を陥れて南進してくる場合の道筋を分析し、興化鎮東方の大川（現在の三橋川）に急造で堰を築いて水を溜め、近くの山に1万2000名の精鋭を伏兵として配置した。興化鎮を攻略した遼軍が大川に差し掛かったのを見計らって、高麗軍は堰を切って奔流を流し、更に配置しておいた伏兵が一斉に攻撃を行った。この結果、遼軍の別働隊はほぼ全滅した。
また、遼軍の意図を察知していた姜邯賛は各要衝に伏兵を設けて殲滅する計画を立て、副元帥の姜明瞻に間道を通って開京へ直行する遼軍主力部隊の追撃を命じた、姜明瞻は慈州（平安南道順川郡慈山面）で攻撃を仕掛けたが、排押は開京への進軍を続けたため、姜明瞻は追撃を続行した。大同江の渡河地点では趙元率いる軍勢が一万人以上の遼軍を殺した。遼軍は南進を続けたため、姜邯賛は兵馬判官の金宗鉉に一万の兵を与え、急いで開京防衛に向かわせた。開京防衛には北東の兵馬使や二軍六衛の軍勢もおり、守備態勢は万全を期していた。姜邯賛は開京周辺の民と物資を開京内に移動させ周囲100里を焦土にし、糧秣が遼軍に渡らないようにした。遼軍は糧秣の欠乏により飢餓状態に陥り、また高麗軍の伏兵から連日奇襲を仕掛けられたため、遼軍は戦意を失っていた。開京の北70キロの新恩県（黄海道新渓郡）で、高麗軍の奇襲により損害を受けた。
作戦の失敗により排押が退却を開始すると、姜邯賛は全軍に追撃を命じた。遼軍は价州と寧辺で損害を被りながら退却を続けたが、1019年2月1日、亀州で姜邯賛率いる主力部隊に退路を断たれた。逃げ場を失い必死となった遼軍との激戦が続く最中、金宗鉉が開京の守備に就いていた軍勢を率い到着した。士気上がる高麗軍は包囲戦を繰り広げ、遼の司令官を含め遼軍の多くが全滅した。
高麗では、姜邯賛が軍を率いて凱旋すると顕宗は迎波駅まで行き、将兵を労う宴会を催し、国王自ら姜邯賛の頭上に金花八枝（金製の髪飾り）を飾り付け、杯を持って酒を勧めた。顕宗は開京に戻った後も王宮内の明福殿で祝宴を開き、将兵を労った。一方、大敗に激怒した聖宗は、帰国途上の排押に使者を送って激しい叱責を加え免職した。
また聖宗は大軍を集め再度の高麗征討を準備していたが、1020年に高麗から再び臣下の誓いと朝貢を行うとする使節を受け容れて和を結び、両国の平和が回復した。

## 関連作品
- 千秋太后（2009年、韓国KBS2）

高麗第6代国王・成宗の同母妹・千秋太后が契丹の侵略から祖国を守るために戦い続けた生涯を題材としたドラマ。
- 高麗契丹戦争（2023年 - 2024年、韓国KBS2）